# Antje Grotheer

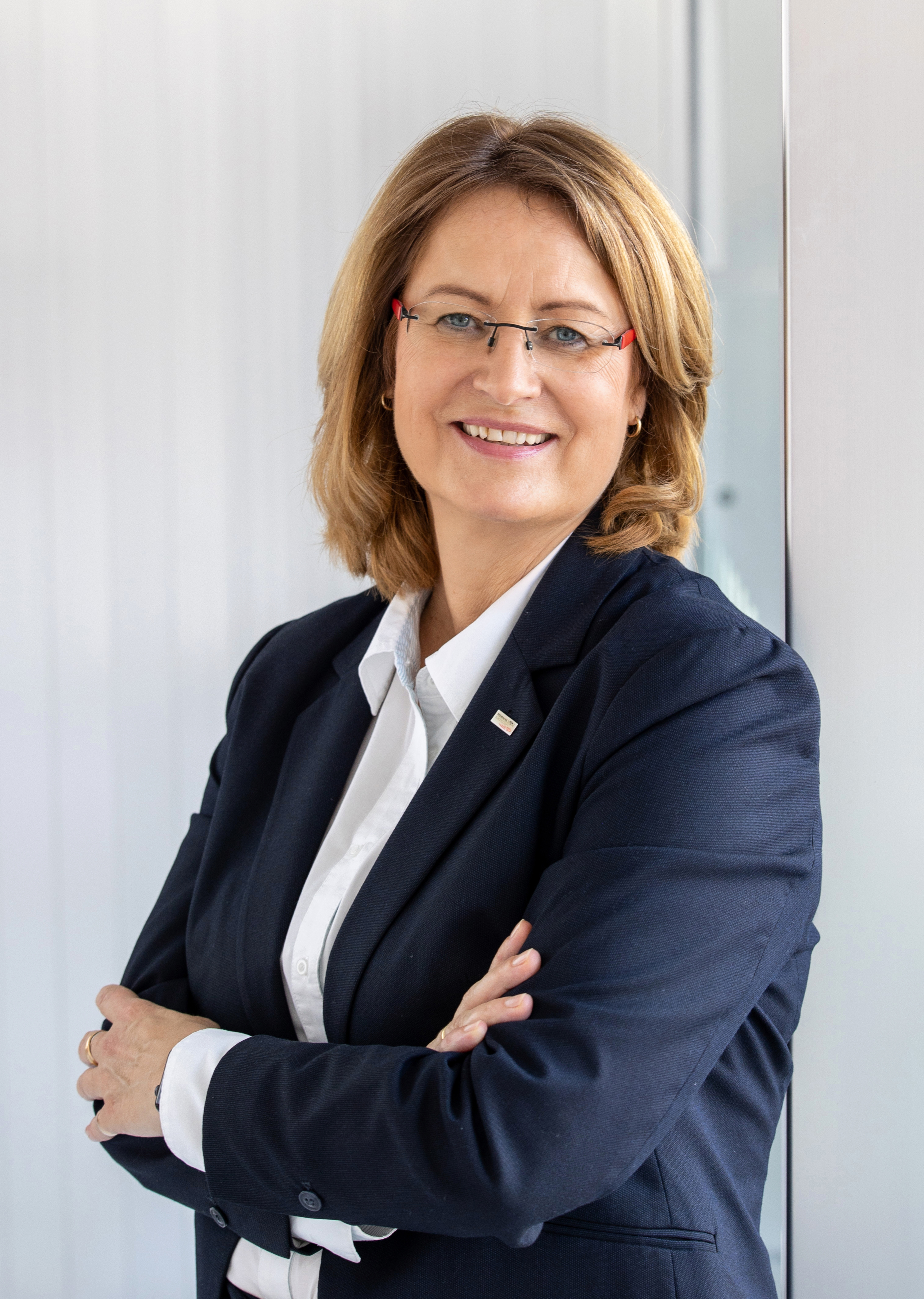
Antje Grotheer (2023)

Antje Grotheer (* 25. Januar 1967 in Bremen) ist eine deutsche Politikerin (SPD). Seit 2023 ist sie erneut Präsidentin der Bremischen Bürgerschaft. Dieses Amt hatte sie bereits kurzzeitig 2019 inne. Sie gehört seit 2011 der Bürgerschaft als Abgeordnete an.

## Biografie

### Familie, Ausbildung und Beruf
Grotheer studierte von 1986 bis 1991 Rechtswissenschaften an der Universität Bremen. Sie war von 1991 bis 1995 wissenschaftliche Mitarbeiterin an der Universität Bremen im Fachbereich Rechtswissenschaft. Von 1995 bis 1997 absolvierte sie das juristische Referendariat.
Von 1998 bis 2003 war sie als Rechtsanwältin und von 2000 bis 2003 zudem als Referentin für Öffentlichkeitsarbeit und Büroleiterin bei der SPD-Landesorganisation Bremen tätig. Von 2003 bis 2007 war sie als persönliche Referentin beim Senator für Bildung und Wissenschaft beschäftigt und 2003 bis 2008 persönliche Referentin des Senators Willi Lemke.
Seit 2007 ist sie als Regierungsdirektorin beim Senator für Inneres und Sport tätig, 2008 als persönliche Referentin des Senators Ulrich Mäurer und seit Oktober 2008 Leiterin eines Referats.
Sie ist mit Wolfgang Grotheer verheiratet, hat zwei Kinder und wohnt in Bremen-Schwachhausen.

### Politik
Grotheer war von 1984 bis 1985 Mitglied im Vorstand der Bundesschülervertretung. Seit 1985 ist sie Mitglied der SPD. In den 1980er Jahren war sie bei den Jusos aktiv und war unter anderem stellvertretende Landesvorsitzende und Juso-Vorsitzende des Unterbezirks Bremen-Ost.
Seit 1990 nimmt sie verschiedene Funktionen im SPD-Ortsverein-Schwachausen war, unter anderem als stellvertretende Ortsvereins-Vorsitzende. Sie ist in der Arbeitsgemeinschaft Sozialdemokratischer Juristinnen und Juristen (ASJ) aktiv. Seit 2003 arbeitet sie in der Arbeitsgemeinschaft Sozialdemokratischer Frauen (ASF) und war von 2004 bis 2008 stellvertretende Landesvorsitzende der ASF. Von 1999 bis 2007 war sie Mitglied im Beirat des Stadtteils Bremen-Schwachhausen.
Seit der 18. Wahlperiode ist sie seit dem 8. Juni 2011 Mitglied der Bremischen Bürgerschaft.

Dort ist sie vertreten im
Ausschuss für Wissenschaft, Medien, Datenschutz und Informationsfreiheit als medienpolitische Sprecherin der SPD-Fraktion,
im Betriebsausschuss „Umweltbetrieb Bremen“,
im Rechtsausschuss,
im Richterwahlausschuss,
im Verfassungs- und Geschäftsordnungsausschuss,
Vorstand der Bremischen Bürgerschaft und im
Wahlprüfungsgericht.
Von November 2011 bis Dezember 2012 war sie Vorsitzende des parlamentarischen Untersuchungsausschusses Krankenhauskeime; seit Juli 2014 ist sie stellvertretende Vorsitzende und SPD-Obfrau des parlamentarischen Untersuchungsausschusses Krankenhausbau.
In der 19. Wahlperiode wurde sie im Juli 2015 zur stellvertretenden Fraktionsvorsitzenden gewählt.
Am 27. März 2019 wurde Antje Grotheer als Nachfolgerin des verstorbenen Christian Weber zur Präsidentin der Bremischen Bürgerschaft gewählt. Dieses Amt musste sie am 3. Juli 2019 an Frank Imhoff abgeben. Am 29. Juni 2023 wurde Grotheer erneut zur Bürgerschaftspräsidentin gewählt.
Sie ist aktuell Sprecherin für Bund, Europa, Internationales und Entwicklungszusammenarbeit der SPD-Fraktion.

### Weitere Mitgliedschaften
- Grotheer ist Mitglied der Gewerkschaft Verdi.
- Sie ist zweite Vorsitzende der Europa-Union, Landesverband Bremen